# Ашкенази, Габи
Габи Ашкена́зи (ивр. גבי אשכנזי‎; род. 25 февраля 1954, Хагор, Израиль) — израильский военный  и государственный деятель; 19-й начальник генерального штаба ЦАХАЛа. Назначен 22 января 2007 и пробыл в должности до 14 февраля 2011 года. Сменил на этом посту Дана Халуца.

## Биография
Как и его предшественник, Ашкенази вырос в мошаве Хагор на равнине Шарон. Отец Ашкенази, родом из Болгарии, пережил Холокост, его мать репатриировалась из Сирии.
В 1972 году зачислен в пехотную бригаду Голани.
В 1973 году принял участие в Войне Судного дня.
В июле 1976 года Ашкенази возглавил взвод совершавших операцию «Удар Грома», миссию по спасению заложников в Уганде, но он не участвовал в битве в аэропорту Энтеббе.
В 1978 году был назначен заместителем командира батальона в Голани. В том же году был ранен во время операции «Литани».
Во время войны 1982 года с Ливаном Ашкенази работал в качестве заместителя командующего бригады Голани и получил должность командира в 1986 году.
В 1988 году Ашкенази был назначен начальником разведки Северного военного округа Израиля. Он командовал резервом бронетехники подразделения в начале 90-х годов, затем (1992—1994) работал начальником израильской гражданской администрации в Ливане и в 1994 году занял пост главы отдела операций генерального штаба ЦАХАЛа.
В 1996 году получил звание генерал-майора.
В 1998 году он был назначен командующим Северного военного округа, что сделало его ответственным за вывод израильских войск из зоны безопасности в южном Ливане.
В 2002 году назначен заместителем главы генерального штаба.
В 2005 году ушёл в отставку в звании генерал-майора.
В июле 2006 года назначен генеральным директором министерства обороны.
Ашкенази окончил школу подготовки командного состава ЦАХАЛ и школу подготовки командного состава Корпуса морской пехоты США. Он также имеет степень бакалавра политологии, окончил Школу государственного управления имени Джона Кеннеди, США.
Ашкенази женат и имеет двоих детей, проживает в городе Кфар-Саба.
Брат Ашкенази, Ави Ашкенази, дослужился в Армии обороны Израиля до звания бригадного генерала.